# ГЕС Ла-Вуельтоза
ГЕС Ла-Вуельтоза – гідроелектростанція у Венесуелі. Використовує ресурс зі сточища річки Сіока, лівої притоки Апуре, котра в свою чергу впадає ліворуч до однієї з найбільших річок світу  Оріноко.
В межах проєкту на річках Камбуріто та Капаро (відповідно лівий та правий витоки Сіоки) звели дві земляні греблі:
-  Борде-Секо висотою 120 метрів, довжиною 630 метрів та шириною по основі 430 метрів, яка потребувала 7 млн м3 матеріалу. На час будівництва цієї споруди воду відвели за допомогою тунелю довжиною 0,65 км з діаметром 5,1 метра;
- Ла-Вуельтоза висотою 135 метрів та довжиною 600 метрів, яка потребувала 6,1 млн м3 матеріалу. Воду з її будівельного майданчику відводили за допомогою тунелю довжиною 1 км з діаметром 8 метрів.
Створений цими спорудами підпір дозволив затопити водорозділ, що призвело до появи єдиного водосховища Камбуріто-Капаро з площею поверхні 118 км2 та об’ємом 5,6 млрд м3.
Через напірні водоводи довжиною по 0,4 км з діаметром 8 метрів ресурс подається до розташованого під греблею Борде-Секо машинного залу. Тут у 2015 році ввели в експлуатацію першу чергу у складі двох турбін типу Френсіс потужністю по 257 МВт, які працюють при напорі у 104 метра та повинні забезпечувати виробництво 1624 млн кВт-год електроенергії на рік. В подальшому планується спорудити також і другу чергу з однієї турбіни того ж типу та потужності.
Видача продукції відбувається по ЛЕП, розрахованій на роботу під напругою 230 кВ.
Можливо відзначити, що за проєктом станція Ла-Вуельтоза повинна становити нижній ступінь дериваційного гідровузла Урібанте-Капаро, в межах якого відбувалось би перекидання ресурсу до Сіоки зі сточища Урібанте (ще одна ліва притока Апуре). При цьому зі складу гідровузла вже споруджено верхній ступінь – ГЕС Сан-Агатон, проте з'єднуючу середню ланку – ГЕС Ла-Колорада – наразі так і не почали зводити.